# Стихосложение
Стихосложението (от гр. stichos – ред) е система за организиране на мерената художествена реч, в основата на която се повтаря някаква речева единица. Една от мерките за ритмическа организация на поетичната реч е стихът, чрез който тя се разделя на отрязъци; вътрешният строеж на стиха също е част от тази организация. Теорията на стихосложението обхваща освен вътрешната организация на съответния стих, също и съчетаването на стиховете в строфи, особеностите на поетическия синтаксис, звуковия състав на стиха (рима, благозвучие, звукопис, асонанс, алитерация и т.н.). Другояче казано, стихосложението е начинът, по който се създава стихотворна реч по отношение на ритъм, рима, строфа.
Стихосложението се влияе от фонетичните особености на съответните езици. Има няколко вида стихосложение: метрическо, силабическо, силаботоническо и тоническо.
Метрическото стихосложение е изградено на редуване на дълги и кратки срички, каквито има в старогръцкия и латинския език, затова е използвано в Античността, но е неприложимо за език като българския.
Силабическото стихосложение се основава на равен брой срички във всички стихове на стихотворението, като ударенията нямат съществено значение. То се използва много в европейската поезия, в българската литература е характерно за народните песни и за възрожденските поети.
Тоническото стихосложение се гради на еднакъв брой ударения в стиховете при различен брой неударени срички.
Силаботоническото стихосложение прилича на античното метрическо, но вместо дълги и кратки срички при него съразмерно се групират ударени и неударени срички, образуващи двусрични и трисрични стъпки. Те носят названията от метрическото стихосложение: хорей и ямб (двусрични), дактил, амфибрахий и анапест (трисрични). Това стихосложение е широко разпространено в много езици.